# Ormes (Saône-et-Loire)
Pour les articles homonymes, voir Ormes.
Ormes est une commune française située dans le département de Saône-et-Loire, en région Bourgogne-Franche-Comté.

## Géographie
Ormes fait partie de la Bresse louhannaise.
Ses principaux hameaux sont, du nord au sud : Vanoise, Noiry, le Bourg, le Luminaire, le Bas d'Ormes, la Grande Serrées, la Petite Serrées.

### Climat
Pour des articles plus généraux, voir Climat de la Bourgogne-Franche-Comté et Climat de Saône-et-Loire.
En 2010, le climat de la commune est de type climat océanique dégradé des plaines du Centre et du Nord, selon une étude du Centre national de la recherche scientifique s'appuyant sur une série de données couvrant la période 1971-2000. En 2020, Météo-France publie une typologie des climats de la France métropolitaine dans laquelle la commune est exposée à un climat semi-continental et est dans la région climatique Bourgogne, vallée de la Saône, caractérisée par un bon ensoleillement (1 900 h/an), un été chaud (18,5 °C), un air sec au printemps et en été et des vents faibles.
Pour la période 1971-2000, la température annuelle moyenne est de 11,3 °C, avec une amplitude thermique annuelle de 17,9 °C. Le cumul annuel moyen de précipitations est de 875 mm, avec 11 jours de précipitations en janvier et 7,3 jours en juillet. Pour la période 1991-2020, la température moyenne annuelle observée sur la station météorologique de Météo-France la plus proche, « Romenay », sur la commune de Romenay à 16 km à vol d'oiseau, est de 11,8 °C et le cumul annuel moyen de précipitations est de 983,9 mm. 
La température maximale relevée sur cette station est de 40,7 °C, atteinte le 12 août 2003 ; la température minimale est de −19,5 °C, atteinte le 17 janvier 1985,,.
Les paramètres climatiques de la commune ont été estimés pour le milieu du siècle (2041-2070) selon différents scénarios d'émission de gaz à effet de serre à partir des nouvelles projections climatiques de référence DRIAS-2020. Ils sont consultables sur un site dédié publié par Météo-France en novembre 2022.

## Urbanisme

### Typologie
Au 1er janvier 2024, Ormes est catégorisée commune rurale à habitat dispersé, selon la nouvelle grille communale de densité à sept niveaux définie par l'Insee en 2022.
Elle est située hors unité urbaine. Par ailleurs la commune fait partie de l'aire d'attraction de Chalon-sur-Saône, dont elle est une commune de la couronne,. Cette aire, qui regroupe 109 communes, est catégorisée dans les aires de 50 000 à moins de 200 000 habitants,.

### Occupation des sols
L'occupation des sols de la commune, telle qu'elle ressort de la base de données européenne d’occupation biophysique des sols Corine Land Cover (CLC), est marquée par l'importance des territoires agricoles (84,5 % en 2018), une proportion sensiblement équivalente à celle de 1990 (85,1 %). La répartition détaillée en 2018 est la suivante : prairies (51,7 %), zones agricoles hétérogènes (28,4 %), zones urbanisées (6,1 %), eaux continentales (5,6 %), terres arables (4,4 %), forêts (3,8 %). L'évolution de l’occupation des sols de la commune et de ses infrastructures peut être observée sur les différentes représentations cartographiques du territoire : la carte de Cassini (XVIIIe siècle), la carte d'état-major (1820-1866) et les cartes ou photos aériennes de l'IGN pour la période actuelle (1950 à aujourd'hui).

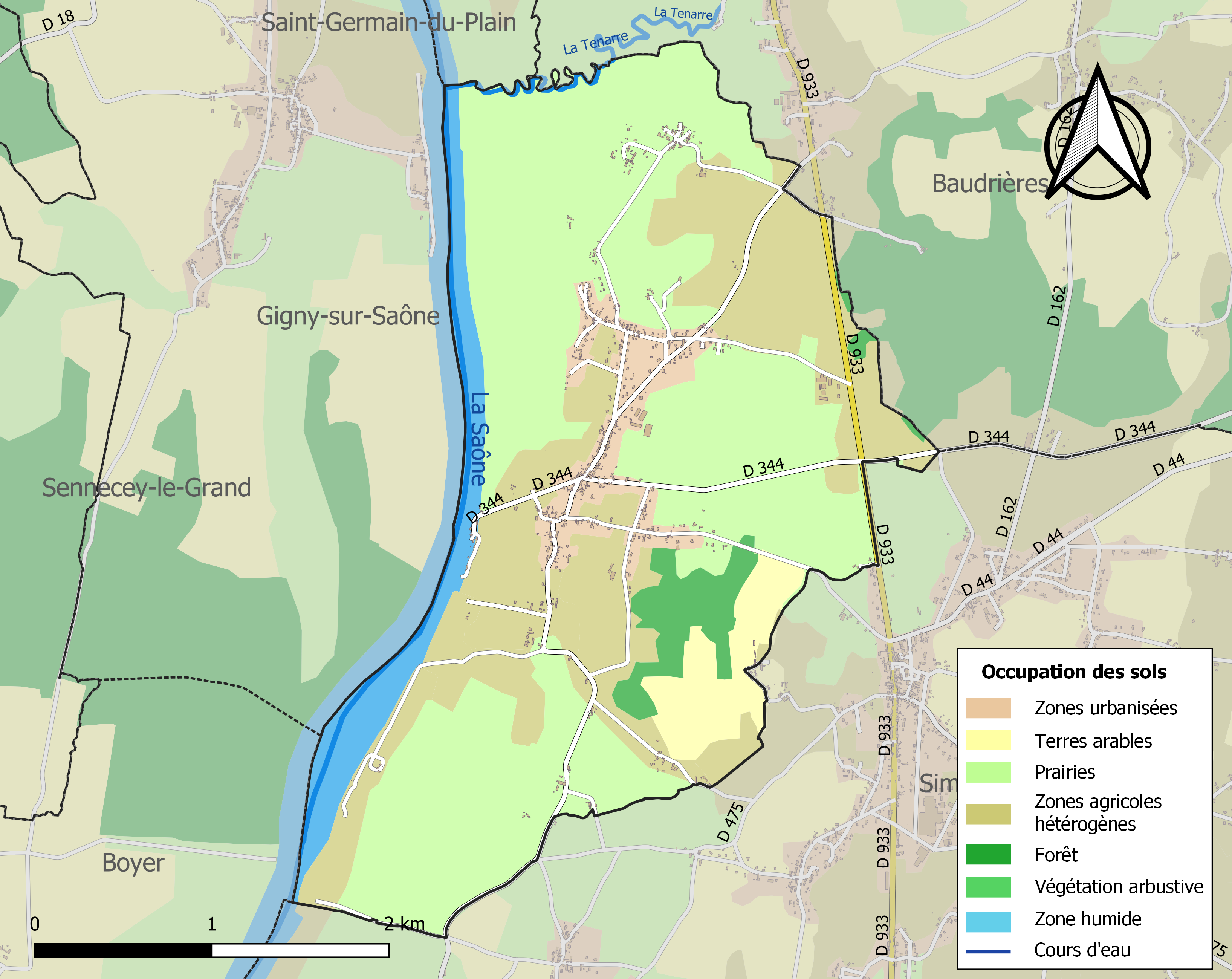
Carte des infrastructures et de l'occupation des sols de la commune en 2018 (CLC).

## Histoire
1778 : érection de la terre d'Ormes en marquisat : le marquisat de Vergennes.

## Politique et administration

### Tendances politiques et résultats

#### Élections présidentielles
Le village d'Ormes place en tête à l'issue du premier tour de l'élection présidentielle française de 2017, Marine Le Pen (RN) avec 30,92 % des suffrages. Mais lors du second tour, Emmanuel Macron (LaREM) est en tête avec 53,56 %.

#### Élections législatives
Le village d'Ormes faisant partie de la quatrième circonscription de Saône-et-Loire, place en tête lors du 1er tour des élections législatives françaises de 2017, Stéphane Gros (LR) avec 63,67 % des suffrages. Mais lors du second tour, il s'agit de Cécile Untermaier (PS) et Catherine Gabrelle arrivent à égalité avec 50,00 % des suffrages.
Lors du 1er tour des élections législatives françaises de 2022, Valérie Deloge (RN) est en tête avec 33,18 % des suffrages. Mais lors du second tour, il s'agit de Cécile Untermaier (PS), députée sortante, qui arrive en tête avec 50,83 % des suffrages.

#### Élections départementales
Le village d'Ormes faisant partie du canton de Cuiseaux place le binôme de Sébastien Fierimonte (DIV) et Carole Rivoire-Jacquinot (DIV), en tête, dès le 1er tour des élections départementales de 2021 en Saône-et-Loire avec 41,89 % des suffrages. Lors du second tour, les habitants décideront de placer de nouveau le binôme de Sébastien Fierimonte (DIV) et Carole Rivoire-Jacquinot (DIV) , en tête, avec cette fois-ci, près de 62,59 % des suffrages. Devant l'autre binôme menée par Frédéric Cannard (DVG) et Sylvie Chambriat (DVG) qui obtient 37,41 %. Cependant, il s'agit du binôme Frédéric Cannard (DVG) et Sylvie Chambriat (DVG) qui est élu, une fois les résultats centralisés. Il est important de souligner une abstention record lors de ces élections qui n'ont pas épargné le village d'Ormes avec lors du premier tour 58,84 % d'abstention et au second, 60,42 %.

### Liste des maires de Ormes
| Période                                  | Période   | Identité      | Étiquette | Qualité                                            |
| ---------------------------------------- | --------- | ------------- | --------- | -------------------------------------------------- |
| mars 2001                                | mars 2014 | Pierre Cléard |           |                                                    |
| mars 2014                                | en cours  | Stéphane Gros | LR        | Président de la communauté de communes depuis 2020 |
| Les données manquantes sont à compléter. |           |               |           |                                                    |

## Démographie
L'évolution du nombre d'habitants est connue à travers les recensements de la population effectués dans la commune depuis 1793. Pour les communes de moins de 10 000 habitants, une enquête de recensement portant sur toute la population est réalisée tous les cinq ans, les populations de référence des années intermédiaires étant quant à elles estimées par interpolation ou extrapolation. Pour la commune, le premier recensement exhaustif entrant dans le cadre du nouveau dispositif a été réalisé en 2007.

En 2022, la commune comptait 493 habitants, en évolution de +0,2 % par rapport à 2016 (Saône-et-Loire : −1,06 %, France hors Mayotte : +2,11 %).
| 1793 | 1800 | 1806 | 1821 | 1831 | 1836 | 1841 | 1846 | 1851 |
| ---- | ---- | ---- | ---- | ---- | ---- | ---- | ---- | ---- |
| 828  | 719  | 745  | 902  | 949  | 863  | 880  | 863  | 924  |

| 1856 | 1861 | 1866 | 1872 | 1876 | 1881 | 1886 | 1891 | 1896 |
| ---- | ---- | ---- | ---- | ---- | ---- | ---- | ---- | ---- |
| 880  | 865  | 850  | 828  | 788  | 801  | 800  | 795  | 734  |

| 1901 | 1906 | 1911 | 1921 | 1926 | 1931 | 1936 | 1946 | 1954 |
| ---- | ---- | ---- | ---- | ---- | ---- | ---- | ---- | ---- |
| 710  | 648  | 624  | 582  | 567  | 531  | 465  | 452  | 435  |

| 1962 | 1968 | 1975 | 1982 | 1990 | 1999 | 2006 | 2007 | 2012 |
| ---- | ---- | ---- | ---- | ---- | ---- | ---- | ---- | ---- |
| 408  | 347  | 334  | 406  | 413  | 438  | 489  | 496  | 530  |

| 2017 | 2022 | - | - | - | - | - | - | - |
| ---- | ---- | - | - | - | - | - | - | - |
| 477  | 493  | - | - | - | - | - | - | - |

## Culte
Ormes relève de la paroisse catholique Saint-Jean XXIII (doyenné : Chalonnais Est), qui a son siège à Saint-Germain-du-Plain et regroupe douze villages.

## Culture locale et patrimoine

### Lieux et monuments

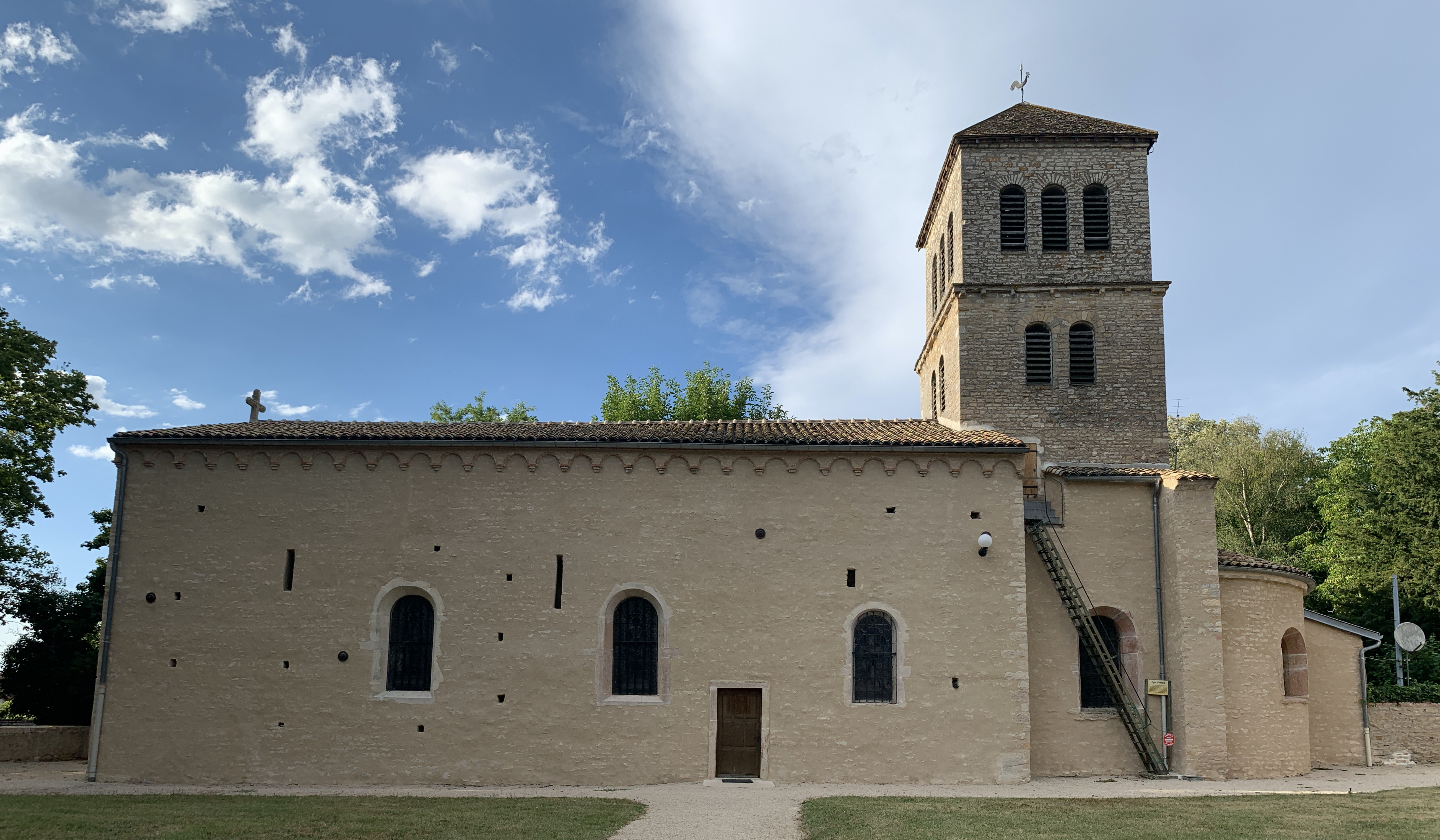
Église Saint-Martin.

- L'église, placée sous le vocable de saint Martin et du premier quart du XIIe siècle, qui a conservé de l'époque romane d'une part une travée sous clocher, voûtée d'un berceau en plein cintre porté, au sud et au nord, sur deux arcs de décharge, et, d'autre part, une abside de même largeur, couverte en cul-de-four[22]. L'édifice a été restauré extérieurement en plusieurs tranches (toiture puis façades), de 2016 à 2020[23].
- Maison forte de la Serrée datant du Moyen Âge.
- Nécropole d'Ormes-Simandre : grande nécropole de la fin de l'âge du bronze (vers 800 av. J.-C.). Elle regroupe 24 tumuli disposés sur deux lignes parallèles, orientées parallèlement au lit de la Saône.

### Personnalités liées à la commune
- Jean Gravier de Vergennes, marquis de Vergennes et baron de Tenare (1718-1794), magistrat et diplomate français qui fut seigneur de la terre d'Ormes à compter de 1771 (terre érigée en marquisat en 1778 : le marquisat de Vergennes).
- Claude-Marie Pairet, dit Claude Perret (1847-1905), tailleur de pierre, condamné à mort pour sa participation à la Commune de Paris, entrepreneur de travaux publics en Belgique puis à Paris, père des célèbres architectes Auguste et Gustave Perret, est né à Ormes.

### Héraldique
| Blason de Ormes | Blason  | Écartelé : au 1er d'azur à la clé gallo-romaine d'or, contournée et renversée d'or, au 2e de gueules à la feuille d'orme d'argent, au 3e de gueules à trois oiseaux essorants d'argent, ceux du chef affrontés, au 4e d'azur à la fritillaire pintade [espèce rare de la région] tigée et feuillée d'or, la fleur courbée et penchée vers la dextre, mouvant d'ondes alésées d'argent. |
| Blason de Ormes | Détails | Le statut officiel du blason reste à déterminer. |

## Pour approfondir